# Lour (Berg)
Der Lour ist ein osttimoresischer Berg im Verwaltungsamt Bobonaro (Gemeinde Bobonaro). Er befindet sich westlich der Orte Heliquei und Olo-Olo, im Nordwesten des Sucos Lour. Der Berg hat eine Höhe von 791 m.